# Fußball-Verbandsliga Schleswig-Holstein 1986/87
Die Verbandsliga Schleswig-Holstein wurde zur Saison 1986/87 das 40. Mal ausgetragen und bildete den Unterbau der drittklassigen Oberliga Nord. Die beiden erstplatzierten Mannschaften durften an der Aufstiegsrunde zur Oberliga Nord teilnehmen. Die Mannschaften auf den drei letzten Plätzen mussten in die Landesliga absteigen.

## Vereine
Im Vergleich zur Saison 1985/86 veränderte sich die Zusammensetzung der Liga folgendermaßen: Keine Mannschaft war in die Oberliga Nord auf-, während auch keine Mannschaft aus Schleswig-Holstein aus der Oberliga Nord abgestiegen war. Die beiden Absteiger hatten die Verbandsliga verlassen und wurden durch die beiden Aufsteiger VfB Kiel (Wiederaufstieg nach elf Jahren) und TSV Pansdorf (Rückkehr nach einer Saison) ersetzt.
| Verein                   | Stadt          | Kreis               | Qualifikation                      |
| ------------------------ | -------------- | ------------------- | ---------------------------------- |
| Itzehoer SV              | Itzehoe        | Steinburg           | Meister 1985/86                    |
| Heider SV                | Heide          | Dithmarschen        | 2. Platz 1985/86                   |
| 1. FC Phönix Lübeck      | Lübeck         |                     | 3. Platz 1985/86                   |
| VfR Neumünster           | Neumünster     |                     | 4. Platz 1985/86                   |
| TSV Nord Harrislee       | Harrislee      | Schleswig-Flensburg | 5. Platz 1985/86                   |
| TSB Flensburg            | Flensburg      |                     | 6. Platz 1985/86                   |
| VfB Lübeck               | Lübeck         |                     | 7. Platz 1985/86                   |
| Eutin 08                 | Eutin          | Ostholstein         | 8. Platz 1985/86                   |
| Blau-Weiß Friedrichstadt | Friedrichstadt | Nordfriesland       | 9. Platz 1985/86                   |
| TSV Plön                 | Plön           | Plön                | 10. Platz 1985/86                  |
| FC Kilia Kiel            | Kiel           |                     | 11. Platz 1985/86                  |
| VfL Kellinghusen         | Kellinghusen   | Steinburg           | 12. Platz 1985/86                  |
| TSV Westerland           | Westerland     | Nordfriesland       | 13. Platz 1985/86                  |
| Wiker SV                 | Kiel           |                     | 14. Platz 1985/86                  |
| VfB Kiel                 | Kiel           |                     | Aufsteiger aus der Landesliga Nord |
| TSV Pansdorf             | Ratekau        | Ostholstein         | Aufsteiger aus der Landesliga Süd  |

## Saisonverlauf
Die Meisterschaft und Teilnahme an der Aufstiegsrunde sicherte sich der VfB Lübeck. Als Zweitplatzierter durfte der TSV Plön ebenfalls teilnehmen. Lübeck beendete seine Gruppe auf dem zweiten Platz hinter dem 1. SC Norderstedt und Plön musste als Dritter seiner Gruppe dem FC Mahndorf den Vortritt lassen. Der Wiker SV musste die Verbandsliga nach fünf Jahren wieder verlassen, der VfL Kellinghusen nach zwei Jahren und der TSV Westerland nach 18 Spielzeiten.

### Tabelle
| Pl. | Verein                   | Sp. | S  | U  | N  | Tore    | Diff. | Punkte |
| --- | ------------------------ | --- | -- | -- | -- | ------- | ----- | ------ |
| 1.  | VfB Lübeck               | 30  | 21 | 5  | 4  | 075:280 | +47   | 47:13  |
| 2.  | TSV Plön                 | 30  | 13 | 12 | 5  | 044:260 | +18   | 38:22  |
| 3.  | TSB Flensburg            | 30  | 17 | 3  | 10 | 063:530 | +10   | 37:23  |
| 4.  | Itzehoer SV (M)          | 30  | 14 | 8  | 8  | 058:520 | +6    | 36:24  |
| 5.  | 1. FC Phönix Lübeck      | 30  | 16 | 4  | 10 | 051:460 | +5    | 36:24  |
| 6.  | FC Kilia Kiel            | 30  | 13 | 8  | 9  | 057:470 | +10   | 34:26  |
| 7.  | VfB Kiel (N)             | 30  | 12 | 6  | 12 | 062:480 | +14   | 30:30  |
| 8.  | TSV Pansdorf (N)         | 30  | 10 | 9  | 11 | 051:520 | −1    | 29:31  |
| 9.  | Heider SV                | 30  | 9  | 10 | 11 | 045:500 | −5    | 28:32  |
| 10. | Blau-Weiß Friedrichstadt | 30  | 9  | 9  | 12 | 038:550 | −17   | 27:33  |
| 11. | VfR Neumünster           | 30  | 8  | 10 | 12 | 044:410 | +3    | 26:34  |
| 12. | Eutin 08                 | 30  | 9  | 8  | 13 | 050:560 | −6    | 26:34  |
| 13. | TSV Nord Harrislee       | 30  | 7  | 12 | 11 | 045:620 | −17   | 26:34  |
| 14. | Wiker SV                 | 30  | 7  | 10 | 13 | 036:550 | −19   | 24:36  |
| 15. | VfL Kellinghusen         | 30  | 8  | 6  | 16 | 043:520 | −9    | 22:38  |
| 16. | TSV Westerland           | 30  | 4  | 6  | 20 | 033:720 | −39   | 14:46  |

| (M) | Staffelsieger der Verbandsliga Schleswig-Holstein 1985/86 |
| (A) | Absteiger aus der Oberliga Nord 1985/86                   |
| (N) | Aufsteiger aus der Landesliga Schleswig-Holstein 1985/86  |